# Nejhorší druh Poláků
Nejhorší druh Poláků (polsky najgorszy sort Polaków) je termín, který použil Jarosław Kaczyński v rozhovoru pro Telewizji Republika dne 11. prosince 2015, a kterým konzervativní politik označil své liberální politické oponenty.
Slogan se stal záhy poté populární na sociálních sítích v okamžiku politických diskuzí ohledně složení Ústavního soudu v Polsku po parlamentních volbách v roce 2015. Heslo bylo parodováno liberálně smýšlejícím polským obyvatelstvem a objevilo se také i na demonstracích Výboru pro obranu demokracie. Někteří aktivisté se k sloganu přihlásili a začali šířit a vydávat protestní trička. Došlo tedy k tomu, že původně pejorativní označení se naopak stalo korouhví, erbovním heslem či symbolem liberálních občanů. Podobně jako se to stalo s označením pražská kavárna v České republice.
V petici, která byla iniciována v prosinci 2015, se několik tisíc lidí rozhodlo podat hromadnou žalobu na Jarosłava Kaczyńského za možné ohrožení svých práv.
Členka opozičního občanského hnutí Občané Polské republiky Krystyna Malinowska zažalovala Jarosława Kaczyńského s tím, že byla porušena její osobnostní práva. Požadovala  finanční kompenzaci a omluvu. Okresní soud ve Varšavě žalobu zamítl s odůvodněním, že výrok Jarosława Kaczyńského byl metaforický, obecný a nelze jej spojovat s konkrétními osobami.

## Citát
Slovní spojení se ustálilo na základě citátu Jarosława Kaczyńského z 11. prosince 2015. Za „nejhorší druh Poláků“ označil Kaczyński ty, kteří o Polsku neustále informují v zahraničí, a poškozují tak jeho pověst. Nejhorší druh Poláků poté vnímá jako ohrožený, že se bojí, a to v souvislosti s politickými změnami, které nastoupily po volbách na podzim 2015. 
| „                    | W Polsce jest taka fatalna tradycja zdrady narodowej. I to jest właśnie nawiązywanie do tego. To jest w genach niektórych ludzi, tego najgorszego sortu Polaków. Ten najgorszy sort Polaków jest niesłychanie aktywny, bo czuje się zagrożony. Wojna, komunizm, transformacja temu typowi ludzi dawała szanse”. | “ |
| — Jarosław Kaczyński | |   |